# 水谷豊BOX
『水谷豊BOX YUTAKA MIZUTANI in FOR LIFE YEARS 1977-1988』（みずたにゆたかボックス）は水谷豊のCDボックス・セット。
2009年5月27日リリース。発売元はフォーライフミュージックエンタテイメント。規格品番：FLCF-4285。

## 解説
2008年発売『TIME CAPSULE』、2009年発売『TIME TRAVELER』2枚のセルフカバーアルバムの間に発売された水谷豊初のCDボックス・セット。フォーライフ・レコードで発表したオリジナル・アルバム7枚（7枚中6枚初CD化）、「熱中時代」のサウンドトラック2枚（初CD化）と新規編集盤「アルバム未収録コレクション」1枚、新録ロング・インタビューを満載した「水谷豊トーク・スペシャル（インタビュー＆セレクションズ）」1枚から構成された、CD11枚組。最新デジタル・リマスター音源。シングル・アルバム・ベスト盤など全ての水谷関連商品のディスコグラフィー・歌詞・解説・当時の広告写真復刻などを掲載した、80ページの豪華ブックレットを封入した、完全初回生産限定盤となっている。

## 収録曲
DISC.1	
「水谷豊」（オリジナル発売日：1977年8月25日）	
1. 男の手紙
2. 草の夢
3. インターチェンジ
4. 時のいたずら
5. 夏のめまい
6. 飛行場
7. はーばーらいと
8. 曇りのち晴れ
9. 灰色の朝
10. じゃ僕は先に行く
11. さよならで始まる…
12. 心のままに

DISC.2
「青春番外地」　（オリジナル発売日：1978年4月10日）
1. タイトル・やりなおそうよ
2. scene-1 表参道軟派ストリート
3. scene-2 逆光の中
4. scene-3 大道具
5. scene-4 青春番外地
6. scene-5 あなたに捧げるララバイ
7. scene-6 船乗りのメルヘン
8. scene-7 告白囃子
9. scene-8 小道具
10. scene-9 ミッドナイトムービー（深夜劇場）
11. scene-10 やりなおそうよ
12. ラストテーマ・田園風景

DISC.3
「WAY」　（オリジナル発売日：1980年6月5日）
1. American Line
2. リターン海へ
3. そして、夕暮れ
4. 旅ごころ
5. スナックにて
6. オーロラ・シティ
7. あす陽炎
8. 風に聞くたび
9. テンダネス
10. WAY
11. 再会

DISC.4
「Indigo Blue」　（オリジナル発売日：1981年11月21日）
1. マリーナ・デル・レイ
2. 貿易風
3. 銀のピアスは似合わない
4. BARA BARA
5. SNOW BIRD
6. レモンティーで乾杯
7. 鍵はかけない
8. Kのアドレス
9. 北回帰線
10. SAILING

DISC.5
「普通のラブ・ソング」　（オリジナル発売日：1982年10月21日）
1. 風の吹くまま…
2. さすらい人のバラード
3. Night walk
4. 通過します
5. お帰りなさい
6. ポーカーフェイス
7. ほろ酔いオペラ
8. Music Hight
9. 普通のラブソング（アルバム・ヴァージョン）
10. 青い旅人

DISC.6
「LUCKY」　（オリジナル発売日：1983年11月21日）
1. 素通りingララバイ
2. ばいばいらぶ・そんぐ
3. 気分屋ルーシー
4. Dream
5. Silent Night
6. YOKOHAMAシャレード
7. センチメンタルバレンタイン
8. 硝子のリバーサイド
9. バスの窓から
10. 何んて優しい時代

DISC.7
「Simple Man」　（オリジナル発売日：1986年7月5日）
1. 午前0時のキャンドル
2. おかしな関係
3. 笑うなよ（New Version）
4. 48時間
5. 雨に消えたジプシー　ーモン・シェールー
6. Because （for a Wedding Day）
7. BALLADE
8. ONCE AGAIN
9. 二人
10. 月の故郷

DISC.8
「アルバム未収録コレクション」（新規編集盤）
1. やりなおそうよ（シングル・ミックス・ヴァージョン）
2. 故郷フィーリング
3. 我楽多マップ
4. カリフォルニア・コネクション
5. 僕らの時代
6. 真夜中のスウィング
7. 普通のラヴ・ソング（シングル・ヴァージョン）
8. Silent Night（シングル・ミックス・ヴァージョン）
9. 人魚の誘惑
10. Stranger
11. 笑うなよ（シングル・ヴァージョン）
12. 愛してると言ってくれ
13. 朝のテーブル

DISC.9
「オリジナル・サウンドトラック 熱中時代」（オリジナル発売日：1979年7月5日）
●刑事編
1. カリフォルニア・コネクションI　歌:水谷豊
2. ハッピー刑事（僕らの時代）　セリフ:水谷豊
3. 翔べ!夕陽に向って　セリフ:水谷豊
4. 空白の街　Instrumental
5. 黄昏の感触　Instrumental
6. タケシベーダー　セリフ:水谷豊
7. 電工石火!!早野捕物帖　セリフ:水谷豊
8. 熱中時代・刑事編「愛のテーマ」　セリフ:水谷豊
9. カリフォルニア・コネクションII　歌:水谷豊

●先生編
1. ぼくの先生はフィーバー　歌:3・4フィーバーズ　セリフ:水谷豊
2. ちいさな絆　Instrumental
3. 憧憬　Instrumental
4. 絶体絶命!授業参観　セリフ:水谷豊
5. 夢のささやき　Instrumental
6. ノスタルディア・フライト　セリフ:水谷豊
7. ホームルーム　Instrumental
8. 或る日…　セリフ:水谷豊ほか
9. 惜別のとき　セリフ:水谷豊ほか
10. 若葉台の想い出　セリフ:水谷豊

DISC.10
「熱中時代 サウンドトラック II」　（オリジナル発売日：1980年12月1日）
●教室SIDE
1. やさしさ紙芝居　ー帰ってきた先生ー　歌:水谷豊
2. 北野広大のテーマ　セリフ:水谷豊ほか
3. 9×苦＝81　セリフ:水谷豊ほか
4. 勉強仮面　歌:麦井守　セリフ:水谷豊
5. 赤点ワルツ　セリフ:水谷豊ほか
6. ロマンスですか?　－青空のバラードPartⅡ－　セリフ:水谷豊ほか
7. ロックンロール・ティーチャー　歌:松木里江
8. みね子に片想い　セリフ:水谷豊ほか
9. 明日天気になーれ　歌:水谷豊、福井綾

●放課後SIDE
1. ちっちゃな恋人たち　セリフ:水谷豊ほか
2. 2年3組のテーマ　Instrumental
3. かわいそうな象の話　セリフ:水谷豊ほか
4. 青空のバラード　歌:水谷豊
5. 走れ!竹馬ライダーズ　セリフ:水谷豊
6. やさしさ紙芝居　歌:水谷豊
7. グッドバイ転校生　セリフ:水谷豊ほか
8. はあとふる　歌:水谷豊

DISC.11
「水谷豊トーク・スペシャル （インタビュー&セレクションズ）」（新規編集盤）
1. 水谷 豊からのメッセージ1
2. はーばーらいと（ショート･エディット）
3. インタビュー1　歌手デビュー
4. 心のままに（ショート･エディット）
5. インタビュー2　ファースト・アルバム『水谷豊』
6. 表参道軟派ストリート（ショート･エディット）
7. インタビュー3　「表参道軟派ストリート」のレコーディング
8. 青春番外地（ショート･エディット）
9. インタビュー4　アルバム『青春番外地』制作秘話
10. 故郷フィーリング（ショート･エディット）
11. インタビュー5　初めての主演ドラマ主題歌
12. カリフォルニア・コネクション I
13. インタビュー6　生放送で歌うとき
14. やさしさ紙芝居（ショート・エディット）
15. インタビュー7　北野広大が歌う『熱中時代』の世界
16. SNOW BIRD（ショート･エディット）
17. インタビュー8　「SNOW BIRD」作曲のエピソード
18. 普通のラブ・ソング（ショート･エディット）
19. インタビュー9　「普通」ということ
20. 僕らの時代（ショート･エディット）
21. インタビュー10　大ヒット曲のB面
22. 何んて優しい時代（ショート･エディット）
23. インタビュー11　「何んて優しい時代」誕生秘話
24. 人魚の誘惑（ショート･エディット）
25. インタビュー12　「人魚の誘惑」のジャケット
26. 月の故郷（ショート･エディット）
27. インタビュー13　『Simple Man』の頃
28. 愛してると言ってくれ（ショート･エディット）
29. インタビュー14　音楽というのは･･････
30. インタビュー15　「歌でいい世界」とは?
31. インタビュー16　「いい感じ」が増えていく
32. 水谷 豊からのメッセージ2
33. SAILING（ショート･エディット）